# 爱欧
葛重葳，广泛的称谓是他的笔名爱欧，是中国大陆的一位职业男性漫画家，出身于天津并毕业于天津南开大学生命科学院生物专业。代表作品为《无尽游戏》和未完结的《血族系列》。爱欧曾经是秘银社社长、秘银工作室负责人和主笔，曾经是商业轻小说写手和《日刊少年囧rz》的主编。
爱欧在大学时代创建了秘银社（秘银漫画研究社），从2006年开始参与金龙奖，在2008年获得凭借漫画《无尽游戏》获得第5届金龙奖最佳少年漫画奖，现在定居在广州。

## 作品
《无尽游戏》、小说和漫画
《血族 (漫画)》系列、包括<空想白昼篇>（完结）、<迷失乐园篇>（完结）和<圣魔虚像篇>（连载中）以及四格<番茄家园篇>